# カポジ肉腫
カポジ肉腫（―にくしゅ、英: Kaposi's sarcoma）は、ヘルペスウイルス科のウイルスの一種によって引き起こされる肉腫。エイズ患者の末期に発症することで知られている。

口腔内にカポジ肉腫を発症したエイズ患者

## 歴史
- 1872年に皮膚病変肉腫としてハンガリーの医師モーリッツ・カポジ (w:Móric Kaposi) が報告した。これ以降、この病気は珍しい皮膚癌の一つとして位置付けられていた。
- 1994年にエイズ患者からヒトヘルペスウイルス8が発見される[1]。

## 原因
免疫力の極度に低下したヒトの血管内皮細胞に、ヒトヘルペスウイルス8（HHV-8：human herpesvirus 8、別名:カポジ肉腫関連ヘルペスウイルス (KSHV：Kaposi's sarcoma-associated herpesvirus)）が日和見感染し、発がんさせることによって発症する（このウイルスは他にも一連の症候群を引き起こす）。病理学上は血管新生物の1つに分類されている（ICD-O コード 9140/3）。
カポジ肉腫を発症するのは、主に地中海系またはユダヤ系の高齢の男性、アフリカの一部地方出身の小児と若い男性、臓器移植を受けて免疫抑制剤を投与されている患者、そしてエイズ患者である。

## 臨床像
高齢の男性が発症する場合は、爪先や脚に紫色や濃い茶色の、数センチ大の単独の斑点ができる。斑点は出血しやすくなり、潰瘍化する。この場合のカポジ肉腫はほとんど転移せず、致命的にはならないのが特徴。
しかし、エイズ患者が発症するカポジ肉腫は悪性化しやすい。この場合は全身のどこにでもでき、数ヶ月以内に広がる。皮膚の他に口の中、リンパ節や内臓にもできる。特に消化管にできた場合、下痢と出血を引き起こす。

## 治療
カポジ肉腫が皮膚に少数できている場合は、手術または液体窒素で凍結させて除去する。多数できている場合は放射線療法を行う。肉腫の数が少なく、他の症状が全く出ていない場合は、症状が広がるまでは治療を受けないという選択も存在する。
悪性のカポジ肉腫患者で、体の免疫システムが正常な場合は、インターフェロンの投与や化学療法を行う。
それに対して免疫抑制剤の投与を受けている患者の場合、投与を中止すると腫瘍が消える場合がある。しかし免疫抑制剤の投与を継続しなければならない患者の場合、化学療法と放射線療法を行うが、投与していない患者と比べると予後はよくない。
エイズ患者が発症したカポジ肉腫は、HAART療法により患者の免疫機能が回復するにしたがい退縮へむかう。患者によっては肉腫の完全な消滅や長期間にわたる寛解も期待できる。